# Robin Hood and Little John

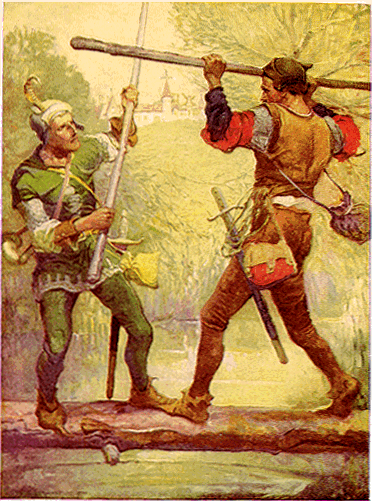
Robin Hood y Little John.
Louis Rhead, 1912.

Robin Hood and Little John (en español: Robin Hood y Little John (o Pequeño Juan) es la balada n° 125 de las Child Ballads, teniendo como personajes centrales a Robin Hood y su compañero Little John. Es una de las varias baladas sobre la leyenda del forajido inglés que sobrevivió para el siglo XVII, y que sería parte de la colección realizada por Francis James Child sobre folklor medieval inglés.

## Sinopsis
A la edad de 20 años, Robin Hood se encuentra con un joven enérgico llamado Little John. Aunque se le llama little (pequeño), John es de siete pies de altura, grandes extremidades y de aspecto temible. Se conocen cuando Robin se encuentra fuera de su casa junto a sus hombres y los deja vagar por el bosque para que practiquen deporte. En su marcha, Robin se encuentra con John sobre un puente en un arroyo, sin querer darle permiso para pasar. Se desafían mutuamente con sus respectivas armas, aunque John afirma de inmediato su desventaja al contar una lanza larga y Robin con arco y flechas. Este último va a un matorral y busca un bastón de roble grueso, para luego correr de vuelta al puente y desafiarse a una lucha hasta que uno de los dos caiga al arroyo. Luego de una pelea brutal, donde Robin queda con una herida en su cabeza y cae al arroyo, pidiendo una tregua.
Luego de salir del agua, Robin sopla su cuerno para reunir a sus hombres, los que llegan prontamente. Uno de los forajidos, William Stutely, pregunta a Robin sobre porqué está mojado; y los hombres sugieren castigar a John. Robin los detiene y les dice que quiere que se una a la banda y enseñarle a disparar el arco. El desconocido está de acuerdo y se revela como John Little. Stutely lo apadrina y celebran su entrada a la banda asando una cierva. "Bautizan" a John e invierten su nombre y apellido, para luego atiborrarse de comida y bebida. Little John se viste de verde como el resto de los forajidos y le dan un arco alargado. Robin dice que aprenderá a disparar con los mejores y comienzan a vagar por el bosque, enseñándole su pensamiento de no tener propiedades ni dinero, ya que todo lo que necesitan pueden robárselo a los clérigos de paso. La balada termina con los hombres celebrar el día con música y baile, para luego retirarse a sus cuevas, con Little John junto a ellos.

## Versiones existentes
La página web de la English Broadside Ballad Archive de la Universidad de California en Santa Bárbara ha digitalizado dos facsímiles del siglo XVII con la balada, con distintas versiones: una copia de la colección de las Roxburghe Ballads de The British Library, y otra de la colección Crawford de la Biblioteca Nacional de Escocia.

## Adaptaciones
Howard Pyle adaptó numerosos cuentos sobre Robin Hood, Little John y otros personajes en sus The Merry Adventures of Robin Hood. La pelea entre ambos en el puente ha sido, a su vez, numerosas veces repetidas en versiones cinematográficas y televisivas de la leyenda.